# 여수시의 시내버스

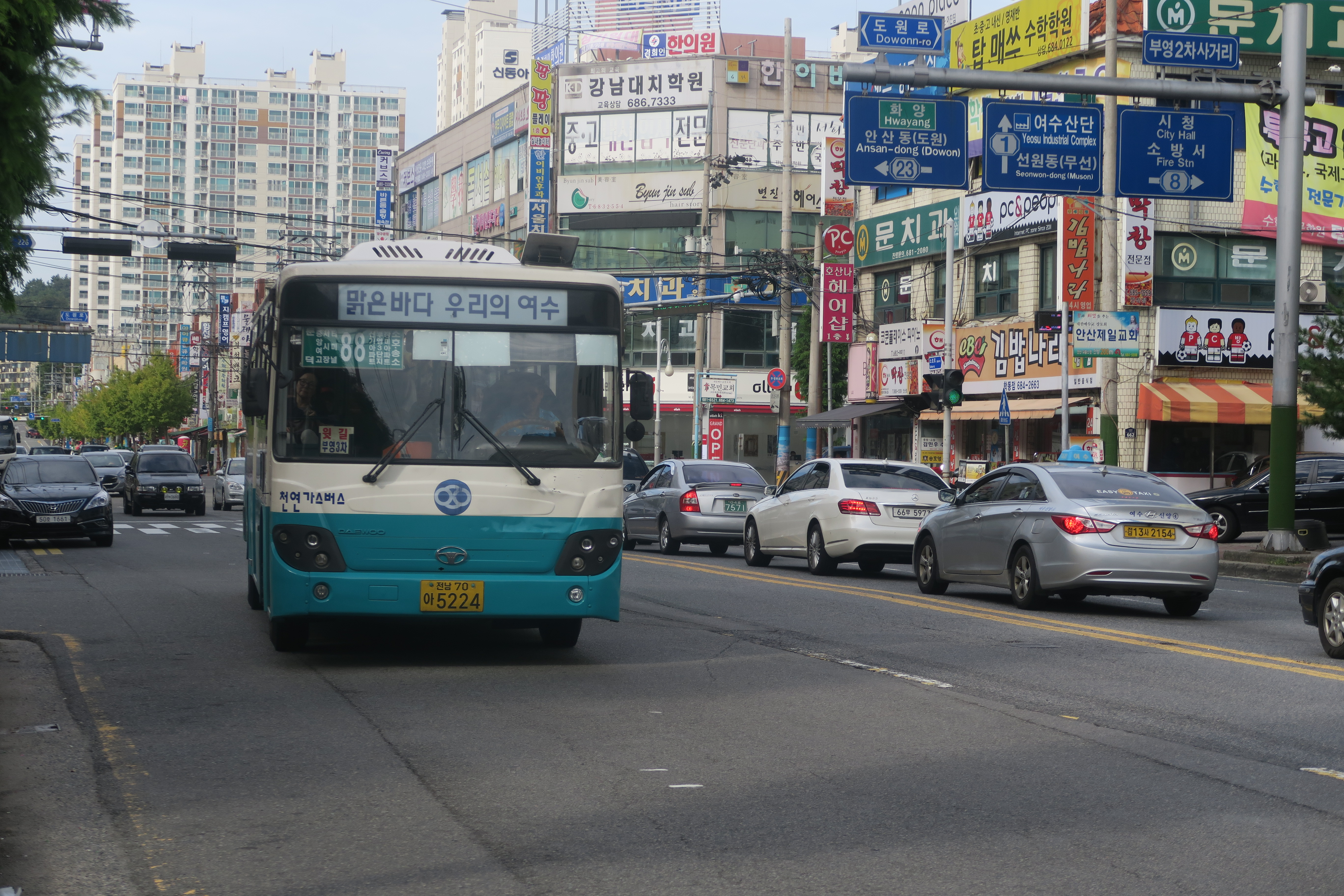
동양교통 소속 88번 버스
차종은 BS106 CNG 차량이다.

여수시의 시내버스는 전라남도 여수시를 중심으로 운행하는 버스를 이용한 대중교통 수단으로, 운수업체로는 동양교통, 여수여객, 오동운수이 공동배차제에 참여하고 있으며, 광우고속의 시내버스 사업부인 광우시내에서 32번, 330번 시내버스 1대를 운행하고 있다. 그 밖에 여천여객이 묘도 지역을 운행하는 버스를 운행하고 있다. 2008년을 기준으로 57개의 시내버스 노선이 있다.

## 운임
2024년 10월 기준.
| 종류 | 나이                    | 카드 (원) | 현금 (원) | 종류 | 나이                    | 카드 (원) | 현금 (원) |
| ---- | ----------------------- | --------- | --------- | ---- | ----------------------- | --------- | --------- |
| 좌석 | 어른 (만 19세 이상)     | 1600      | 1700      | 일반 | 어른 (만 19세 이상)     | 1600      | 1700      |
| 좌석 | 청소년 (만 13세 ~ 18세) | 100       | 1360      | 일반 | 청소년 (만 13세 ~ 18세) | 100       | 1360      |
| 좌석 | 어린이 (만 7세 ~ 12세)  | 100       | 850       | 일반 | 어린이 (만 7세 ~ 12세)  | 100       | 850       |

시계외는 km당 116.14원이다.

## 운수 업체
2015년 11월 기준이다.
| 운행업체 | 등록대수 |
| -------- | -------- |
| 광우시내 | 1        |
| 동양교통 | 70       |
| 여수여객 | 54       |
| 여천여객 | 1        |
| 오동운수 | 55       |
| 청지운수 | 2        |
| 연도버스 | 1        |
| 합계     | 183      |

## 여수시 차적의 버스 노선

### 도시형버스
| 노선 번호 | 운행구간                  | 운행구간 | 운행구간         | 경유지 | 배차 간격 (분) | 비고                                                                    |
| --------- | ------------------------- | -------- | ---------------- | --- | -------------- | ----------------------------------------------------------------------- |
| 2         | 화장동                    | ↔        | 화장도차고지     | 고인돌공원, 화장동, 부영5차아파트, 보건소, 여수시청, 웅천디아일랜드, 신월동차고지, 카폐US건너, 진성여자고등학교, 마띠유호텔, 오동도입구, 여수엑스포역, 오션블루, 이후 순환 | 5~10분         |                                                                         |
| 7         | 미평                      | ↔        | 오천             | 터미널, 시민회관, 서시장, 진남관, 여수경찰서, 박람회 정문, 충덕중(여수엑스포역), 만성리 | 35~50분        | 막차 운행 경로 다름.                                                    |
| 21        | 미평                      | ↔        | 서연, 대서이     | 터미널, 시민회관, 서시장, 여수경찰서, 공화사거리, 터미널, 신기A, 쌍봉사거리, 도원, 죽림, 나진, 화동(대서이) | 85~150분       | 일부 시간 대서이까지 운행                                               |
| 23        | 미평                      | ↔        | 석교(굴구지)     | 여수종합버스터미널, 진남초교, 서시장, 진남관, 여수농협동부지점, 덕충주공아파트, 여수종합버스터미널, 미평차고지, 신기주공아파트, 신기동새마을금고, 진남시장, 장미아파트, 서부시장, 죽림삼거리, 관기, 나진(화양면사무소), 소장, 화양농공단지 - 화양초교, 서촌                                           | 5분            |                                                                         |
| 24        | 미평                      | ↔        | 나진             | 터미널, 시민회관, 서시장, 여수경찰서, 공화사거리, 터미널, 신기A, 쌍봉사거리, 도원, 죽림, 이천, 감도, 옥적 | 165~220분      | 5회 운행 첫차 옥적, 나진, 창무 연장운행                                 |
| 24-1      | 미평                      | ↔        | 석교             | 터미널, 시민회관, 서시장, 여수경찰서, 공화사거리, 터미널, 신기A, 쌍봉사거리, 도원, 죽림, 창무, 이천, 감도 | 200~210분      | 5회 운행 첫차, 막차 화양고 연장운행 공휴일, 방학 연장 안함              |
| 25        | 미평                      | ↔        | 미평             | 터미널, 시민회관, 서시장, 여수경찰서, 공화사거리, 터미널, 신기A, 쌍봉사거리, 도원, 죽림, 나진, 백초, 창무 | 130~250분      | 6회 운행 첫차 국민은행 출발 막차 이천까지 운행                          |
| 25-1      | 미평                      | ↔        | 백초             | 터미널, 시민회관, 서시장, 여수경찰서, 공화사거리, 터미널, 신기A, 쌍봉사거리, 도원, 죽림, 나진, 감도, (백초) | 70~125분       | 하루 1회 백초 연장운행                                                  |
| 26        | 미평                      | ↔        | 벌가             | 터미널, 시민회관, 서시장, 여수경찰서, 공화사거리, 터미널, 신기A, 쌍봉사거리, 도원, 죽림, 나진, 화동, 서촌 | 70~120분       |                                                                         |
| 26-1      | 미평                      | ↔        | 미평             | 터미널, 시민회관, 서시장, 여수경찰서, 공화사거리, 터미널, 신기A, 쌍봉사거리, 도원, 죽림, 나진, 벌가, 세포, 나진 | 200~220분      | 5회 운행 일부 시간 우두까지 운행                                        |
| 27        | 미평                      | ↔        | 장등             | 터미널, 시민회관, 서시장, 여수경찰서, 공화사거리, 터미널, 신기A, 여수시청, 도원, 송소, 나진, 화동, 서촌, 산전 | 30~90분        |                                                                         |
| 28        | 미평                      | ↔        | 백야도           | 터미널, 시민회관, 서시장, 여수경찰서, 공화사거리, 터미널, 신기A, 여수시청, 도원, 나진, 안정, 세포, 힛도, 와달, 백야 | 30~70분        | 첫차 국민은행 출발 시내 방면 힛도→와달→백야→시내 방면으로 편도운행      |
| 29        | 미평                      | ↔        | 미평             | 터미널, 시민회관, 서시장, 여수경찰서, 공화사거리, 터미널, 신기A, 쌍봉사거리, 도원, 나진, 세포, 벌가, 나진 | 170~210분      | 5회 운행 첫차 국민은행 출발 일부 시간 우두까지 운행                     |
| 31        | 신월동                    | ↔        | 두봉·봉전        | 국동, 서시장, 여수경찰서, 공화사거리, 터미널, 신기A, 쌍봉초교, 쌍봉사거리, 여천역, 석창, 덕양, 여수공항, 율촌, 상봉 | 45~165분       | 시간 별 경유지 다름                                                     |
| 32        | 신월동                    | ↔        | 산수리           | 국동, 서시장, 여수경찰서, 공화사거리, 터미널, 신기A, 쌍봉초교, 쌍봉사거리, 여천터미널, 화장동, 덕양, 여수공항, 율촌 | 60~145분       |                                                                         |
| 33        | 미평                      | ↔        | 율촌             | 터미널, 시민회관, 서시장, 여수경찰서, 신기A, 국민은행, 여천역, 석창, 덕양, 여수공항, 율촌동양엔파트, 율촌역 | 60~180분       | 광우시내 운행 8회 첫차 율촌 출발 막차 율촌 종착                         |
| 34        | 미평                      | ↔        | 율촌(청산)       | 터미널, 시민회관, 서시장, 여수경찰서, 공화사거리, 터미널, 신기A, 쌍봉초교, 쌍봉사거리, 여천터미널, 화장동, 덕양, 여수공항 | 35~65분        | 일부 시간 청산까지 운행                                                 |
| 35        | 미평                      | ↔        | 애양원           | 터미널, 시민회관, 서시장, 여수경찰서, 공화사거리, 터미널, 신기A, 쌍봉초교, 쌍봉사거리, 여천역, 석창, 덕양, 여수공항 | 50~80분        |                                                                         |
| 36        | 미평                      | ↔        | 마산·의곡        | 터미널, 시민회관, 서시장, 여수경찰서, 공화사거리, 터미널, 신기A, 쌍봉초교, 쌍봉사거리, 여천역, 석창, 덕양, 봉두 | 80~130분       | 시간대별 목적지 다름                                                    |
| 37        | 미평                      | ↔        | 임대산단         | 터미널, 시민회관, 서시장, 여수경찰서, 공화사거리, 터미널, 신기A, 쌍봉초교, 쌍봉사거리, 여천역, 석창, 해지 | 175~190분      | 미평 출발 6회 임대산단 출발 5회                                         |
| 38        | 미평                      | ↔        | 여천초교         | 터미널, 시민회관, 서시장, 여수경찰서, 공화사거리, 터미널, 신기A, 쌍봉초교, 쌍봉사거리, 여천전남병원, 화장동, 군장 | 150~170분      | 미평 출발 5회 여천초교 출발 6회 하루 1회 군장까지 운행                  |
| 61        | 둔덕                      | ↔        | 이순신전망대     | 둔덕사거리, 미평초교, 터미널, 중앙여고, 동광탕(국민연금공단), 여수경찰서, 진남관, 서시장, 신월금호아파트, 카폐US, 웅천, 진남시장, 내동마을, 여천역, 석창, 평여, 젯등, 중흥, 두암, 유한기술, 묘도선착장, 창촌마을, 읍동마을회관, 이순신전망대                                                          | 40~120분       | 흥국사 상/하행 7회 경유 62번 폐지 및 61번으로 통합                      |
| 68        | 미평                      | ↔        | 미평             | 둔덕사거리, 미평초교, 터미널, 중앙여고, 여수경찰서, 진남관, 서시장, 신월동, 지웰A, 시청, 여천역, 석창, 묘도선착장, 상암, 용수마을, 터미널, 서시장, 진남관, 여수경찰서, 중앙여고, 터미널, 미평초교, 둔덕사거리                                                                                         | 180분          | 첫차, 막차 칠비 경유 첫차 신덕 경유                                     |
| 73        | 미평                      | ↔        | 신덕 소치 오천   | 터미널, 중앙여고, 공화사거리, 진남관, 서시장, 시민회관, 터미널, 둔덕, 호명, 작산 터미널, 중앙여고, 공화사거리, 진남관, 서시장, 시민회관, 터미널, 둔덕, 호명, 작산, 신덕, 신덕해수욕장 터미널, 중앙여고, 공화사거리, 진남관, 서시장, 시민회관, 터미널, 둔덕, 호명, 작산, 신덕, 신덕해수욕장, 소치      | 40분           | 일부 시간 소치, 오천까지 운행                                           |
| 76        | 미평                      | ↔        | 미평             | 둔덕사거리, 미평초교, 터미널, 중앙여고, 여수경찰서, 진남관, 서시장, 터미널, 둔덕, 상암, 묘도선착장, 석창, 여천역, 시청, 신월동, 진남관, 여수경찰서, 중앙여고, 터미널, 미평초교, 둔덕사거리 | 180분          | 첫차 칠비 경유                                                          |
| 77        | 신월동                    | ↔        | 신동아A          | 월호동주민센터, 전남대 국동캠퍼스, 돌산대교입구, 서시장, 한재로터리, 부영6차아파트 - (→ 여서로터리 → 로터리공영주차장 → 백병원 →/← 여서로터리 ← 흥화아파트 ← 문수동주민센터 ←) - 문수그린.부영아파트, 미평주공아파트, 선경아파트, 전남대 여수캠퍼스, 선경아파트, 둔덕차고지, 둔덕삼거리, 신동아아파트 | 12~28분        |                                                                         |
| 80        | 화장동                    | ↔        | 화장동           | 여천터미널, 휴먼시아A, 쌍봉사거리, 쌍봉초교, 신기A, 선경A, 전남대, 미평, 터미널, 공화사거리, 여수경찰서, 진남관, 서시장, 한재, 여서동, 웅천, 부영3차, 시청, 여천전남병원, 무선주공, 휴먼시아A, 여천터미널                                                                                             | 12분           | 순환 노선                                                               |
| 81        | 화장동                    | ↔        | 화장동           | 여천터미널, 휴먼시아A, 시청, 웅천, 여서R, 금호A, 한재, 서시장, 진남관, 여수경찰서, 공화사거리, 중앙여고, 터미널, 미평주공A, 선경A, 전남대, 신기A, 쌍봉초교, 쌍봉사거리, 여천전남병원, 휴먼시아A, 여천터미널                                                                                           | 12분           | 순환 노선                                                               |
| 82        | 미평                      | ↔        | 안심산           | 터미널, 중앙여고, 박람회(공화사거리), 여수경찰서, 진남관, 서시장, 한재, 금호A, 지웰A, 시전, 쌍봉초교, 도원, 심곡 | 32분           |                                                                         |
| 83        | 미평                      | ↔        | 죽림(삼일중)     | 터미널, 중앙여고, 박람회(공화사거리), 여수경찰서, 진남관, 서시장, 한재, 금호A, 지웰A, 시전, 쌍봉초교, 도원 | 32분           |                                                                         |
| 84        | 미평                      | ↔        | 가사리           | 터미널, 중앙여고, 공화사거리, 진남관, 서시장, 시민회관, 터미널, 신기A, 부영3차, 시청, 도원, 휴먼시아A, 관기 | 180분          | 미평 출발 5회 가사리 출발 6회 가사리 첫차 선경A, 전남대, 미평주공A 경유 |
| 88        | 미평                      | ↔        | 송소             | 터미널, 중앙여고, 공화사거리, 여수경찰서, 진남관, 서시장, 시민회관, 터미널, 신기A, 부영3차, 시청, 도원, 주은금호A | 15분           |                                                                         |
| 89        | 미평                      | ↔        | 호두             | 터미널, 중앙여고, 공화사거리, 여수경찰서, 진남관, 서시장, 시민회관, 터미널, 신기A, 시전, 쌍봉초교, 도원, 송소, 용주리 | 45~60분        |                                                                         |
| 90        | 신월동                    | ↔        | 두봉             | 국동, 서시장, 여수경찰서, 공화사거리, 터미널, 신기A, 쌍봉초교, 쌍봉사거리, 도원, 휴먼시아A, 사곡, 상봉 | 80~210분       | 5회 운행                                                                |
| 91        | 신월동                    | ↔        | 두봉             | 국동, 서시장, 여수경찰서, 공화사거리, 터미널, 둔덕, 대광A, 석창, 덕양, 휴먼시아A, 사곡 | 200~220분      | 신월동 출발 4회 두봉 출발 5회                                           |
| 92        | 신월동                    | ↔        | 섬달천           | 국동, 서시장, 여수경찰서, 공화사거리, 터미널, 신기A, 쌍봉초교, 쌍봉사거리, 도원, 휴먼시아A, 현천, 달천 | 180분          | 신월동 출발 5회 섬달천 출발 6회                                         |
| 93        | 신월동                    | ↔        | 섬달천           | 국동, 서시장, 여수경찰서, 공화사거리, 터미널, 둔덕, 대광A, 석창, 해지, 덕양, 풍류, 달천 | 160~180분      | 신월동 출발 5회 섬달천 출발 6회                                         |
| 95        | 신월동                    | ↔        | 대곡             | 터미널, 시민회관, 서시장, 여수경찰서, 박람회(공화사거리), 터미널, 신기A, 쌍봉초교, 쌍봉사거리, 도원, 휴먼시아A, 현천, 풍류 | 160분          | 신월동 출발 6회 대곡 출발 7회                                           |
| 100       | 미평                      | ↔        | 봉수             | 터미널, 중앙여고, 공화사거리, 여수경찰서, 진남관, 서시장, 돌산대교, 청솔A, 안굴전, 월암, 둔전 | 135~145분      | 7회 운행                                                                |
| 102       | 미평                      | ↔        | 진목             | 터미널, 중앙여고, 공화사거리, 여수경찰서, 진남관, 서시장, 돌산대교, 돌산나루터, 백초 | 95~125분       | 미평 출발 8회 진목 출발 9회                                             |
| 103       | 미평                      | ↔        | 월전포           | 터미널, 중앙여고, 공화사거리, 여수경찰서, 진남관, 서시장, 돌산대교, 돌산청사, 상하동 | 125~145분      | 미평 출발 8회 월전포 출발 7회                                           |
| 105       | 미평                      | ↔        | 밀듬벙           | 터미널, 중앙여고, 공화사거리, 여수경찰서, 진남관, 서시장, 돌산대교, 돌산청사, 상하동 | 125~130분      | 미평 출발 7회 밀듬벙 출발 8회                                           |
| 106       | 미평                      | ↔        | 화태도           | 터미널, 중앙여고, 공화사거리, 여수경찰서, 진남관, 서시장, 돌산대교, 청솔A, 무슬목, 평사, 금천 | 90분           | 일부 시간 화태도까지 운행 첫차 대복까지 운행                            |
| 109       | 미평                      | ↔        | 성두             | 터미널, 중앙여고, 공화사거리, 여수경찰서, 진남관, 서시장, 돌산대교, 청솔A, 둔전, 죽포, 군내 | 47~70분        |                                                                         |
| 111       | 미평                      | ↔        | 임포(향일암)     | 터미널, 중앙여고, 공화사거리, 여수경찰서, 진남관, 서시장, 돌산대교, 돌산청사, 둔전, 죽포(두문포), 대율 | 50~70분        | 미평 출발 첫째, 둘째 차량 여수엑스포역 출발 일부 시간 두문포까지 운행   |
| 112       | 미평                      | ↔        | 송시동           | 터미널, 중앙여고, 공화사거리, 여수경찰서, 진남관, 서시장, 돌산대교, 청솔A, 평사, 항대, 금천(봉양, 둔전) | 90~150분       | 미평 출발 7회 봉양 출발 6회 일부 봉양 시간 둔전 출발                    |
| 115       | 화장동                    | ↔        | 계동             | 여천터미널, 쌍봉사거리, 시청, 부영3차, 웅천, 여서청사, 문수삼거리, 터미널, 공화사거리, 서시장, 돌산대교, 돌산청사, 무슬목 | 90~115분       | 8회 운행                                                                |
| 116       | 미평                      | ↔        | 임포             | 터미널, 중앙여고, 공화사거리, 여수경찰서, 진남관, 서시장, 돌산대교, 무슬목, 계동, 죽포, 군내, 신기, 성두 | 275~285분      | 미평 출발 3회 임포 출발 4회                                             |
| 200       | 국동(국동(국동라인아파트) | ↔        | 중앙동(서시장)   | 동주택단지, 국동중앙아파트, 상지슈퍼, 진성여자고등학교입구, 해태동백아파트 → 서시장 → 투자저축은행 → 참조은신협 → 해태동백아파트 → 이후 역순 | 60~120         | 마을버스 출근 시간 운행                                                 |
| 210       | 동문동(자산공원)          | ↔        | 동문동(자산공원) | 주사랑교회 → 동문우체국 → 제일교회 → 중앙동행정복지센터 → 대광빌라 → 고소동한신아파트 → 삼일교회 → 동문우체국 → 여수여고 → 진남로 → 여수향교 → 서시장건너 → 광주은행 → 중앙시장여객선터미널 → 진남관 → 제일교회 → 중앙동행정복지센터 → 대광빌라 → 고소동한신아파트 → 삼일교회 → 주사랑교회            | 11             | 마을버스 순환노선                                                       |
| 220       | 우천리                    | ↔        | 나진리           | 적금마을, 여산마을, 규포마을, 둔병마을, 조발마을, 장등마을, 세포 | 50~150         | 8회 운행                                                                |
| 330       | 미평                      | ↔        | 순천역           | 터미널, 시민회관, 서시장, 여수경찰서, 신기A, 국민은행, 여천역, 석창, 덕양, 여수공항, 율촌동양엔파트, 율촌역, 월전, 팔마경기장 | 160~180분      | 5회                                                                     |
| 333       | 미평                      | ↔        | 여수엑스포역     | 미평초교, 문수삼거리, 문수동주민센터, 부영9차, 정보고, 여서로터리, 부영7차, 여서주공, 해양항만청, 터미널, 중앙여고, 마따유호텔, 여수엑스포역, 휴게소, 중앙여고, 터미널, 문수동주민센터, 부영9차, 정보고, 여서로터리, 부영6차, 여서주공, 문수삼거리, 미평초교                                          | 24~48분        | 순환 노선 일부 시간 부영9차 출발                                        |
| 365-1     | 우학                      | ↔        | 우학             | | 15~120분       | 마을버스                                                                |
| 365-2     |                           | ↔        | 연도             | 연도초등학교 → 북부마을입구 → 해녀민텔 앞 → 여객선 매표소 → 여객선 탑승장 → 해녀민텔 → 북부마을입구 → 연도초등학교 → 연도치안센터 | 120~180분      | 마을버스                                                                |
| 555       | 미평                      | ↔        | 미평             | 미평초교, 문수삼거리, 터미널, 중앙여고, 수정사거리, 종화동, 서시장, 한재, 경남A, 여서청사, 부영9차, 여서R, 부영6차, 백병원, 여서청사, 경남A, 한재, 서교동, 중앙동, 종화동, 수정사거리, 중앙여고, 터미널, 문수삼거리, 미평초교                                                                         | 15             | 순환 노선 일부 시간 부영9차 출발                                        |
| 610       | 둔덕                      | ↔        | 광양시청         | 둔덕사거리, 미평초교, 터미널, 중앙여고, 동광탕(국민연금공단), 여수경찰서, 진남관, 서시장, 신월금호아파트, 카폐US, 웅천, 진남시장, 내동마을, 여천역, 석창, 평여, 젯등, 중흥, 두암, 유한기술, 묘도선착장, 창촌마을, 읍동마을, 이순신전망대, 강남병원, 롯데하이마트, 중마시장, 광양시청                  | 120~200분      | 5회운행 흥국사 상/하행 5회 경유                                         |
| 666       | 구봉시영A                 | ↔        | 대광A            | 국동, 서시장, 진남관, 공화사거리, 중앙여고, 터미널, 미평삼거리, 선경A, 전남대, 둔덕 | 30분           |                                                                         |
| 777       | 신월동                    | ↔        | 남해화학사택     | 국동, 서시장, 한재, 부영7차, 여서R, 부영6차, 백병원, 해경, 문수삼거리, 미평주공, 전남대, 둔덕 | 10분           |                                                                         |
| 999       | 첫차-봉수, 막차-둔전      | ↔        | 미평             | 봉수(둔전), 월암, 무슬목, 청솔A, 돌산대교, 서시장, 진남관, 여수경찰서, 공화사거리, 중앙여고, 터미널 | 135분          | 첫차 05:15, 막차 07:30                                                  |

## 타 지역 차적의 버스 노선

### 광양시의 시내버스
| 노선 번호 | 운행구간 | 운행구간 | 운행구간 | 경유지 | 배차 간격 (분) | 비고 |
| --------- | -------- | -------- | -------- | --- | -------------- | ---- |
| 270       | 광양교통 | ↔        | 여수시청 | 매화아파트, 광양농협, 노인복지관, 사곡, 성황, 진아리채2차A, 사랑병원, 이순신대교, 묘도, 두암삼거리, 중흥, 남수, 주삼, 석창사거리, 여천역 | 5회            |      |

### 순천시의 시내버스
| 노선 번호 | 운행 업체 | 운행구간   | 운행구간 | 운행구간      | 경유지 | 배차 간격 (분) | 운행 횟수 | 비고                |
| --------- | --------- | ---------- | -------- | ------------- | --- | -------------- | --------- | ------------------- |
| 94        | 순천교통  | 순천제일고 | ↔        | 사곡          | 순천경찰서, 순천대, 웃장, 중앙시장, 남교R, 순천종합버스터미널, 아랫장, 순천역, 이마트, 팔마경기장, 소안, 대안, 마산, 풍덕, 해룡, 검단사거리, 용두, 용화사입구, 호두, 당두, 율촌면사무소, 산수삼거리, 월평, 봉두, 송정, 평촌, 율촌중앙초교, 중산, 연화, 상여, 반월, 소라, 진목, 장척 | 30~70분        | 16회      |                     |
| 95        | 순천교통  | 순천제일고 | ↔        | 봉전          | 순천경찰서, 순천대, 웃장, 중앙시장, 남교R, 순천종합버스터미널, 아랫장, 순천역, 이마트, 팔마경기장, 소안, 대안, 마산, 풍덕, 해룡, 검단사거리, 용두, 용화사입구, 호두, 당두, 율촌면사무소, 산수삼거리, (산수), 월평, 봉두, 송정, 평촌, 율촌중앙초교, 중산, 연화, 상여, 입촌, 광암     | 60~100분       | 14회      | 일부 시간 산수 경유 |
| 96        | 순천교통  | 순천제일고 | ↔        | 애양원 (도성) | 순천경찰서, 순천대, 웃장, 중앙시장, 남교R, 순천종합버스터미널, 아랫장, 순천역, 이마트, 팔마경기장, 소안, 대안, 마산, 풍덕, 해룡, 검단사거리, 용두, 용화사입구, 호두, 당두, 율촌역, 율촌종점, 조화, 취적, 봉정, 신산, 신풍, 여수공항, 공제도, 학서, 구암, 애양원, 도성               | 60분           | 18회      |                     |
| 960       | 순천교통  | 제일고     | ↔        | 여수시청      | 순천경찰서, 순천대, 웃장, 중앙시장, 남교R, 순천종합버스터미널, 아랫장, 순천역, 이마트, 팔마경기장, 소안, 대안, 마산, 풍덕, 해룡, 검단사거리, 용두, 용화사입구, 호두, 당두, 율촌역, 율촌종점, 조화, 취적, 봉정, 신산, 신풍, 여수공항, 산곡, 덕양역, 여천초교, 여천역                 |                | 5회       | 2018년 1월 1일 신설 |